# Canton de Louhans
Le canton de Louhans est une circonscription électorale française située dans le département de Saône-et-Loire et la région Bourgogne-Franche-Comté.

## Géographie
Ce canton est organisé autour de Louhans dans l'arrondissement de Louhans. 

## Histoire
Par décret du 18 février 2014, le nombre de cantons du département est divisé par deux, avec mise en application aux élections départementales de mars 2015. Le canton de Louhans est conservé et s'agrandit. Il passe de 9 à 20 communes.

## Représentation

### Conseillers d'arrondissement (de 1833 à 1940)
Le canton de Louhans avait deux conseillers d'arrondissement à partir de 1883.
| Période                                  | Période              | Identité                                    | Étiquette                            | Qualité |
| ---------------------------------------- | -------------------- | ------------------------------------------- | ------------------------------------ | --- |
| 1833                                     | 1848                 | Claude Demôle                               |                                      | Avoué à Louhans |
| 1848                                     | 1852                 | Jean-Baptiste Alaise                        |                                      | Mécanicien à Châteaurenaud |
| 1852                                     | 1867                 | Eugène Guillemaut                           |                                      | Médecin, adjoint au maire de Louhans                                                                                                   |
| 1867                                     | 1880                 | Pierre Joseph Adolphe Sixdenier (1825-1882) |                                      | Notaire à Saint-Usuge |
| 1877                                     | 1883                 | Henri Pochon                                | Républicain                          | Docteur en médecine à Louhans |
| 1880                                     | 29 déc. 1881 (décès) | André Lonjaret                              |                                      | Maire de Saint-Usuge |
| Fév.1882                                 | 1883                 | Vorle Théodore Baltié (1814-1903)           |                                      | Ancien principal du collège de Louhans, maire de Châteaurenaud                                                                         |
| 1883                                     | 1889                 | Édouard Garnier                             | Conservateur                         | Avocat |
| 1883                                     | 1889                 | Jean Genet                                  | Conservateur                         | Propriétaire à Branges |
| 1889                                     | 1895                 | Henri Pochon                                | Républicain                          | Docteur en médecine à Louhans |
| 1889                                     | 1904 (décès)         | François Ruez (1828-1904)                   | Républicain Radical                  | Propriétaire agriculteur, maire de Branges                                                                                             |
| 1904                                     | 1919                 | Claude-Marie Couillerot                     | Républicain indépendant puis Radical | Ancien notaire, maire de Montagny-près-Louhans                                                                                         |
| 1895                                     | 1919                 | Ferdinand Bourgeois                         | Radical                              | Pharmacien à Louhans |
| 1919                                     | 1940                 | Émile Buguet                                | Radical                              | Propriétaire, maire de Saint-Usuge |
| 1919                                     | 1937                 | Bertrand Thibert                            | Radical                              | Ancien négociant, premier adjoint au maire, puis maire (1928) de Louhans, Président du Conseil d'arrondissement de Louhans (1919-1926) |
| 1937                                     | 1940                 | Henri Varlot                                | Radical                              | Pharmacien, conseiller municipal de Louhans                                                                                            |
| 1940                                     |                      |                                             |                                      | Les conseils d'arrondissement ont été suspendus par la loi du 12 octobre 1940 et n'ont jamais été réactivés                            |
| Les données manquantes sont à compléter. |                      |                                             |                                      | |

### Conseillers généraux de 1833 à 2015
| Période | Période      | Identité                                | Étiquette       | Qualité |
| ------- | ------------ | --------------------------------------- | --------------- | --- |
| 1833    | 1845         | Alexandre Guillemin-Mailly              | Constitutionnel | Propriétaire, maire de Louhans (1832-1834) |
| 1845    | 1848         | François Prat                           |                 | Propriétaire, agronome, maire de Louhans (1834-1836 et 1847-1848) puis maire de Montagny-près-Louhans                                                                                |
| 1848    | 1852         | Jean-Joseph-Philibert Guillemaut-Mailly | Gauche          | Docteur-médecin, maire de Louhans (1815, 1830-1832) Député (1831-1833) |
| 1852    | 1867         | Eusèbe Pierre Alphonse Caucal           |                 | Médecin au Creusot, maire de Louhans |
| 1867    | 1880         | Eugène Guillemaut (gendre de F.Prat)    | Républicain     | Médecin, maire de Louhans, conseiller d'arrondissement |
| 1880    | 1917 (décès) | Lucien Guillemaut (fils du précédent)   | Rad.            | Médecin Député (1884-1898) - Sénateur (1898-1917) Maire de Louhans (1878-1885) |
| 1917    | 1919         | siège vacant                            |                 | |
| 1919    | 1928 (décès) | Ferdinand Bourgeois                     | Radical         | Ancien pharmacien, maire de Louhans, conseiller d'arrondissement |
| 1928    | 1940         | Claude Couillerot                       | Rad.            | Propriétaire-cultivateur Député (1932-1936) Maire de Montagny-près-Louhans |
|         |              |                                         |                 | |
| 1945    | 1958         | Henri Varlot                            | Radical GD-RGR  | Pharmacien - Maire de Louhans, ancien conseiller d'arrondissement Sénateur (1948-1958)                                                                                               |
| 1958    | 1970         | Xavier Perrier-Michon                   | Ind.            | Notaire - Sénateur (1958-1959) Maire de Saint-Usuge |
| 1970    | 1971 (décès) | Jean Vial                               | SFIO            | Médecin Maire de Châteaurenaud |
| 1971    | 1976         | Maurice Mazuy                           | CDP             | Vétérinaire, conseiller municipal de Louhans Suppléant du député Bernard Tremeau (1968-1973)                                                                                         |
| 1976    | 1988         | Georges Morey (1925-1989)               | CD puis UDF     | Maire de Louhans (1973-1977, 1979-1989) |
| 1988    | 2001         | Paul Grandjean                          | PS              | Agriculteur retraité Maire de Saint-Usuge |
| 2001    | 2015         | Rémi Chaintron                          | PS              | Collaborateur parlementaire d'Arnaud Montebourg Président du Conseil général de 2012 à 2015 Président de la Communauté de communes du Canton de Louhans Maire de Louhans (2008-2012) |

### Conseillers départementaux partir de 2015
| Période élective | Période élective | Mandat | Mandat   | Identité           | Nuance | Nuance | Qualité |
| ---------------- | ---------------- | ------ | -------- | ------------------ | ------ | ------ | --- |
| 2015             | 2021             | 2015   | 2021     | Mathilde Chalumeau |        | LR     | Chef d'entreprise adjointe au maire de Simard Conseillère départementale déléguée aux collèges auprès du 5ème Vice-président                    |
| 2015             | 2021             | 2015   | 2021     | Anthony Vadot      |        | LR     | Fonctionnaire maire de Branges et président de la communauté de communes Cœur de Bresse 3E vice-président - Finances et administration générale |
| 2021             | 2028             | 2021   | en cours | Mathilde Chalumeau |        | LR     | Conseillère sortante, 12ème Vice-Présidente du conseil départemental                                                                            |
| 2021             | 2028             | 2021   | en cours | Anthony Vadot      |        | LR     | Conseiller sortant, 3ème Vice-Président du conseil départemental                                                                                |

### Résultats détaillés

#### Élections de mars 2015
À l'issue du 1er tour des élections départementales de 2015, deux binômes sont en ballottage : Mathilde Chalumeau et Anthony Vadot (UMP, 48,48 %) et Rémi Chaintron et Sabine Scheffer (PS, 30,81 %). Le taux de participation est de 56,93 % (8 758 votants sur 15 384 inscrits) contre 50,75 % au niveau départemental et 50,17 % au niveau national.
Au second tour, Mathilde Chalumeau et Anthony Vadot (UMP) sont élus avec 66,3 % des suffrages exprimés et un taux de participation de 56,76 % (5 374 voix pour 8 731 votants et 15 383 inscrits).

#### Élections de juin 2021
Le premier tour des élections départementales de 2021 est marqué par un très faible taux de participation (33,26 % au niveau national). Dans le canton de Louhans, ce taux de participation est de 33,74 % (5 237 votants sur 15 520 inscrits) contre 32,7 % au niveau départemental. À l'issue de ce premier tour, deux binômes sont en ballottage : Mathilde Chalumeau et Anthony Vadot (DVD, 67 %) et Cyriak Cuenin et Annie Hassler (RN, 16,77 %).
Le second tour des élections est marqué une nouvelle fois par une abstention massive équivalente au premier tour. Les taux de participation sont de 34,36 % au niveau national, 33,9 % dans le département et 35,56 % dans le canton de Louhans. Mathilde Chalumeau et Anthony Vadot (DVD) sont élus avec 80,4 % des suffrages exprimés (4 172 voix pour 5 518 votants et 15 518 inscrits),,.

## Composition

### Composition avant 2015
Le canton de Louhans comprenait 9 communes.
| Nom                   | Code Insee | Codepostal | Superficie (km2) | Population (dernière pop. légale) | Densité (hab./km2) |
| --------------------- | ---------- | ---------- | ---------------- | --------------------------------- | ------------------ |
| Louhans (chef-lieu)   | 71263      | 71500      | 22,58            | 6 461 (2012)                      | 286                |
| Branges               | 71056      | 71500      | 24,59            | 2 398 (2012)                      | 98                 |
| Bruailles             | 71064      | 71500      | 22,36            | 941 (2012)                        | 42                 |
| La Chapelle-Naude     | 71092      | 71500      | 19,06            | 545 (2012)                        | 29                 |
| Montagny-près-Louhans | 71303      | 71500      | 9,51             | 471 (2012)                        | 50                 |
| Ratte                 | 71367      | 71500      | 8,99             | 388 (2012)                        | 43                 |
| Saint-Usuge           | 71484      | 71500      | 31,84            | 1 249 (2012)                      | 39                 |
| Sornay                | 71528      | 71500      | 18,12            | 2 005 (2012)                      | 111                |
| Vincelles             | 71580      | 71500      | 5,61             | 428 (2012)                        | 76                 |

### Composition à partir de 2015
Le canton de Louhans comprend désormais 20 communes entières.
| Nom                             | Code Insee | Intercommunalité                | Superficie (km2) | Population (dernière pop. légale) | Densité (hab./km2) | Modifier                                    |
| ------------------------------- | ---------- | ------------------------------- | ---------------- | --------------------------------- | ------------------ | ------------------------------------------- |
| Louhans (bureau centralisateur) | 71263      | CC Bresse Louhannaise Intercom' | 22,58            | 6 483 (2022)                      | 287                | modifier les données · modifier les données |
| Branges                         | 71056      | CC Bresse Louhannaise Intercom' | 24,59            | 2 372 (2022)                      | 96                 | modifier les données · modifier les données |
| Bruailles                       | 71064      | CC Bresse Louhannaise Intercom' | 22,36            | 973 (2022)                        | 44                 | modifier les données · modifier les données |
| La Chapelle-Naude               | 71092      | CC Bresse Louhannaise Intercom' | 19,06            | 496 (2022)                        | 26                 | modifier les données · modifier les données |
| Le Fay                          | 71196      | CC Bresse Louhannaise Intercom' | 20,88            | 621 (2022)                        | 30                 | modifier les données · modifier les données |
| Juif                            | 71246      | CC Bresse Louhannaise Intercom' | 11,80            | 246 (2022)                        | 21                 | modifier les données · modifier les données |
| Montagny-près-Louhans           | 71303      | CC Bresse Louhannaise Intercom' | 9,51             | 496 (2022)                        | 52                 | modifier les données · modifier les données |
| Montcony                        | 71311      | CC Bresse Louhannaise Intercom' | 10,74            | 251 (2022)                        | 23                 | modifier les données · modifier les données |
| Montret                         | 71319      | CC Bresse Louhannaise Intercom' | 14,59            | 763 (2022)                        | 52                 | modifier les données · modifier les données |
| Ratte                           | 71367      | CC Bresse Louhannaise Intercom' | 8,99             | 371 (2022)                        | 41                 | modifier les données · modifier les données |
| Sagy                            | 71379      | CC Bresse Louhannaise Intercom' | 34,21            | 1 250 (2022)                      | 37                 | modifier les données · modifier les données |
| Saint-André-en-Bresse           | 71386      | CC Bresse Louhannaise Intercom' | 4,86             | 129 (2022)                        | 27                 | modifier les données · modifier les données |
| Saint-Étienne-en-Bresse         | 71410      | CC Bresse Louhannaise Intercom' | 19,41            | 806 (2022)                        | 42                 | modifier les données · modifier les données |
| Saint-Martin-du-Mont            | 71454      | CC Bresse Louhannaise Intercom' | 5,26             | 175 (2022)                        | 33                 | modifier les données · modifier les données |
| Saint-Usuge                     | 71484      | CC Bresse Louhannaise Intercom' | 31,84            | 1 221 (2022)                      | 38                 | modifier les données · modifier les données |
| Saint-Vincent-en-Bresse         | 71489      | CC Bresse Louhannaise Intercom' | 15,75            | 581 (2022)                        | 37                 | modifier les données · modifier les données |
| Simard                          | 71523      | CC Bresse Louhannaise Intercom' | 22,12            | 1 175 (2022)                      | 53                 | modifier les données · modifier les données |
| Sornay                          | 71528      | CC Bresse Louhannaise Intercom' | 18,12            | 1 958 (2022)                      | 108                | modifier les données · modifier les données |
| Vérissey                        | 71568      | CC Bresse Louhannaise Intercom' | 8,27             | 55 (2022)                         | 6,7                | modifier les données · modifier les données |
| Vincelles                       | 71580      | CC Bresse Louhannaise Intercom' | 5,61             | 450 (2022)                        | 80                 | modifier les données · modifier les données |
| Canton de Louhans               | 7120       |                                 | 330,55           | 20 872 (2022)                     | 63                 | modifier les données                        |

## Démographie

### Démographie avant 2015
| 1962   | 1968   | 1975   | 1982   | 1990   | 1999   | 2006   | 2011   | 2012   |
| ------ | ------ | ------ | ------ | ------ | ------ | ------ | ------ | ------ |
| 13 844 | 13 802 | 13 997 | 13 701 | 13 340 | 13 408 | 14 247 | 14 923 | 14 886 |

### Démographie depuis 2015
En 2022, le canton comptait 20 872 habitants, en évolution de −0,83 % par rapport à 2016 (Saône-et-Loire : −1,06 %, France hors Mayotte : +2,11 %).
| 2013   | 2018   | 2022   |
| ------ | ------ | ------ |
| 21 087 | 20 905 | 20 872 |